# Kravattregementet

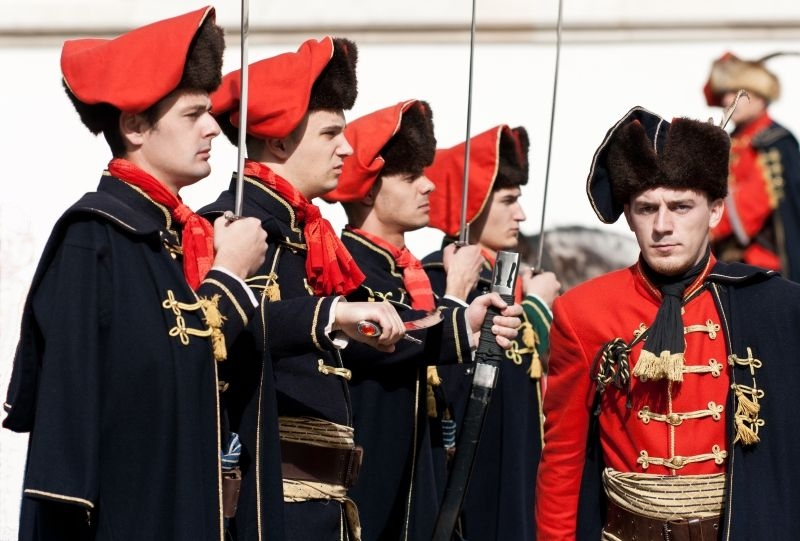
Närbild av Kravattregemetet vid Sankt Markus torg år 2012.

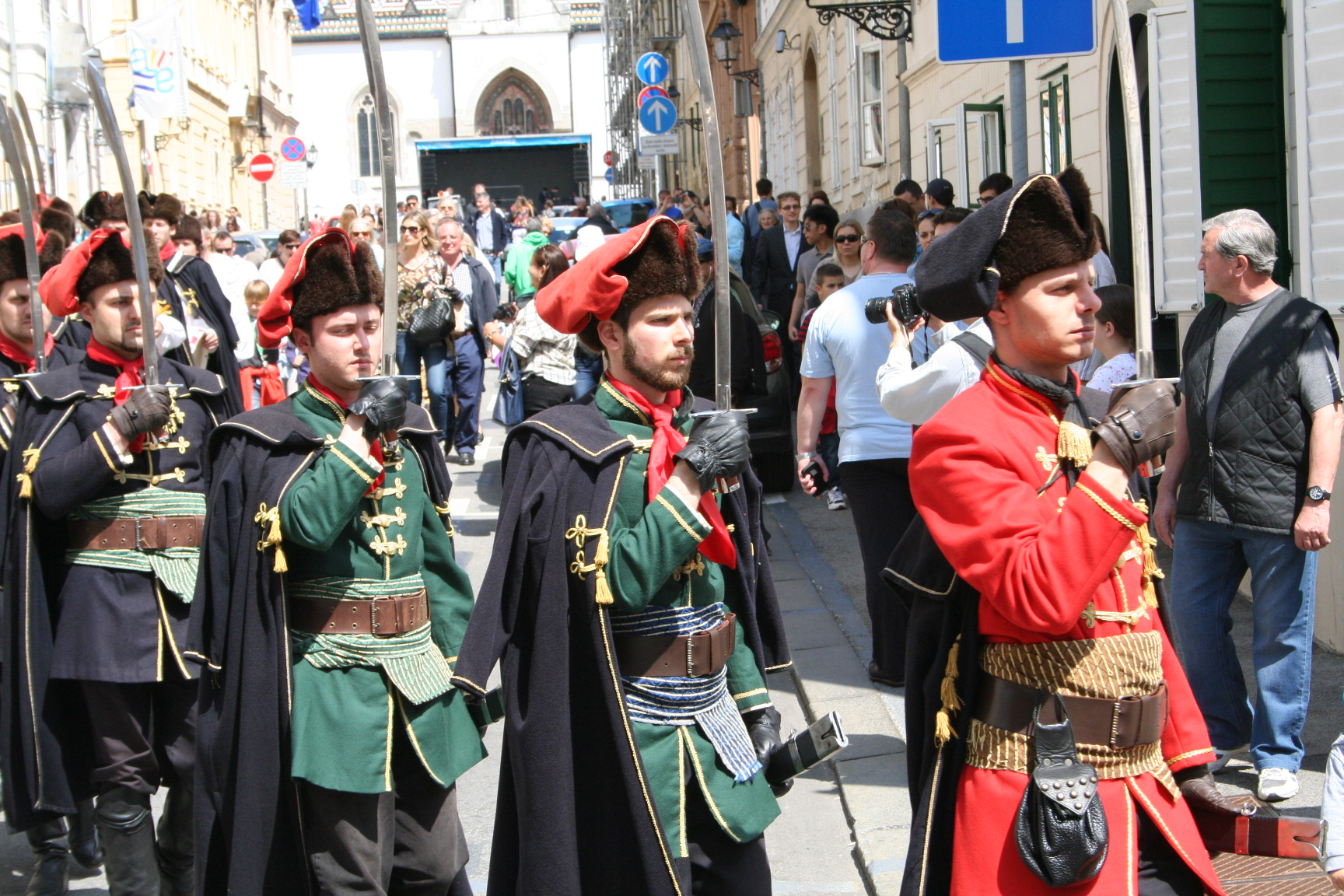
Kravattregemetet i Övre staden år 2015

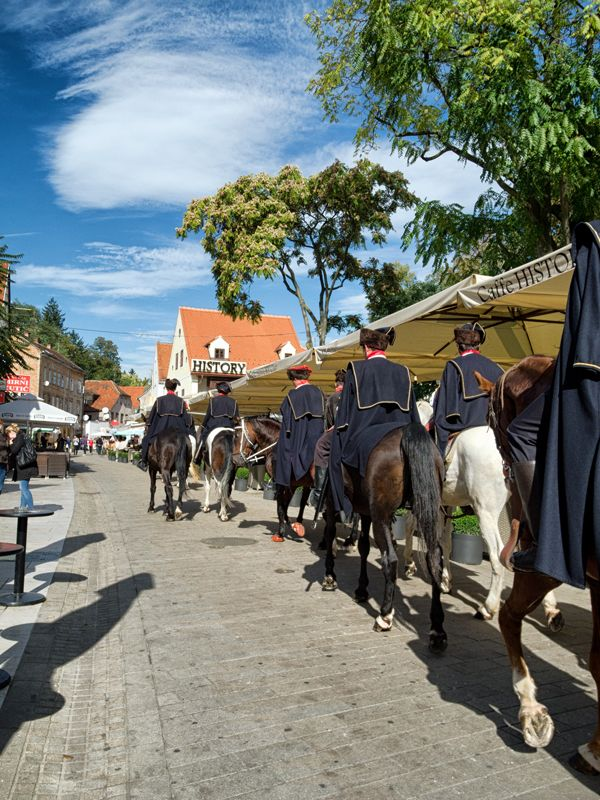
Den beridna delen av Kravattregementet vid Tkalčić-gatan år 2012.

Kravattregementet (kroatiska: Kravat pukovnija) är ett hederskompani i Zagreb i Kroatien. Sedan år 2010 utför Kravattregementet en marsch i övre staden i Zagreb som kulminerar i ett vaktskifte vid Sankt Markus torg, gamla stans centrala torg. Hederskompaniet bär uniformer som är repliker av de uniformer som bars av de kroatiska soldaterna under trettioåriga kriget och det delvis beridna kompaniets uppvisning är en av Zagrebs sevärdheter. Kompaniets verksamhet är ett samprojekt mellan Academia Cravatica och staden Zagrebs turistförening.

## Historik
Idén om att skapa hederskompaniet kom från Marijan Bušić, dåvarande direktör för Academia Cravatica och ledare för projektet "Kroatien-kravattens hemland" (Hrvatska–domovina kravate). Dess skapande hade som syfte att belysa slipsens/kravattens ursprung, värna om och marknadsföra plagget som ett unikt kroatisk bidrag till världskulturarvet samt framhålla Zagreb som slipsens huvudstad.

## Program
Kravattregementet utför sitt program varje lördag och söndag från april till oktober. Utöver denna period utförs programmet den 31 maj (staden Zagrebs dag), den 18 oktober (internationella slipsdagen) samt 1 januari (Nyårsdagen). Den drygt två timmar långa vaktparaden kulminerar klockan 12 vid Sankt Markus torg. Regementets program avslutat vid Ban Jelačićs torg. 

## Sammansättning
Hederskompaniet består av 17 soldater varav 13 fotsoldater och 4 beridna soldater.